# Bembidion coloradense
Bembidion coloradense är en skalbaggsart som beskrevs av Hayward. Bembidion coloradense ingår i släktet Bembidion och familjen jordlöpare. Inga underarter finns listade i Catalogue of Life.